# Koprowa Turnia
Koprowa Turnia (słow. Kôprovská veža, ok. 2250 m) – turnia w głównej grani odnogi Krywania pomiędzy Hlińskią Turnią, oddzielona od niej Hlińską Przełęczą (ok. 2140 m), a Niżnią Koprową Przełęczą (ok. 2120 m), która odgranicza ją od Koprowych Czub. Szczyt wznosi się nad Dolinką Szatanią i Doliną Hlińską (należącą do Doliny Koprowej, od której wzięto nazwę turni).
Witold Henryk Paryski w 5 tomie przewodnika wspinaczkowego nadał tej turni nazwę Mała Koprowa Turnia. Słowaccy tatrolodzy Ivan Bohuš i Arno Puškáš używają nazwy Kôprovská veža, a I. Bohuš uważa, że podana przez W.H. Paryskiego nazwa jest nadmierną komplikacją. Władysław Cywiński uznając pierwszeństwo nazewnictwa słowackiego przyjął nazwę Koprowa Turnia.
Koprowa Turnia ma trójkątny kształt. Do Dolinki Szataniej opada z niej ściana o wysokości około 200 m, w dolnej części bardziej stroma, niż w górnej. Ściana opadająca do Doliny Hlińskiej jest dwukrotnie niższa i mniej stroma.
Mała Koprowa Turnia jest łatwo dostępna z Niżniej Koprowej Przełęczy, jednak nie poprowadzono na nią dróg dostępnych dla turystów.

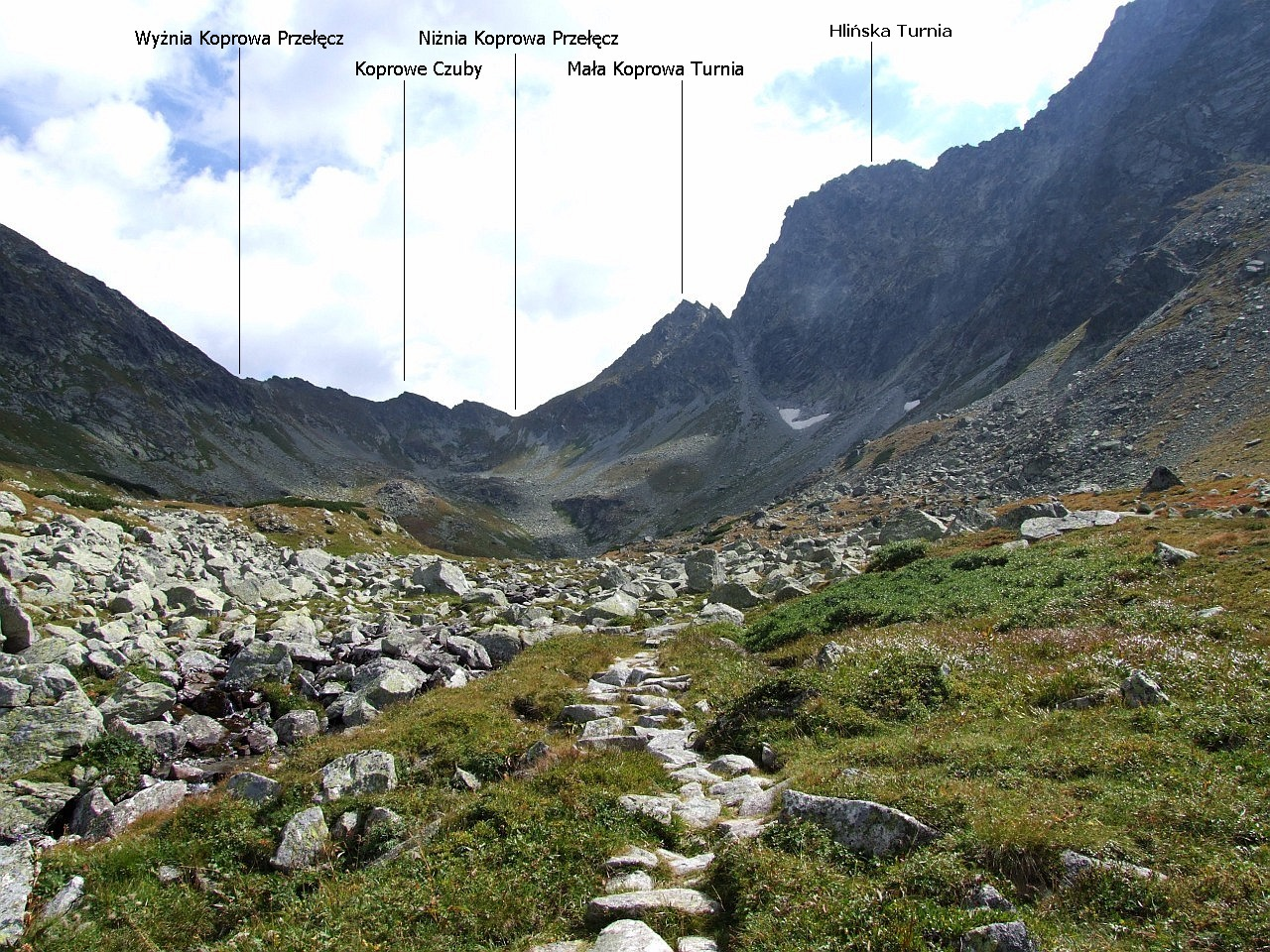
Widok z Doliny Hlińskiej
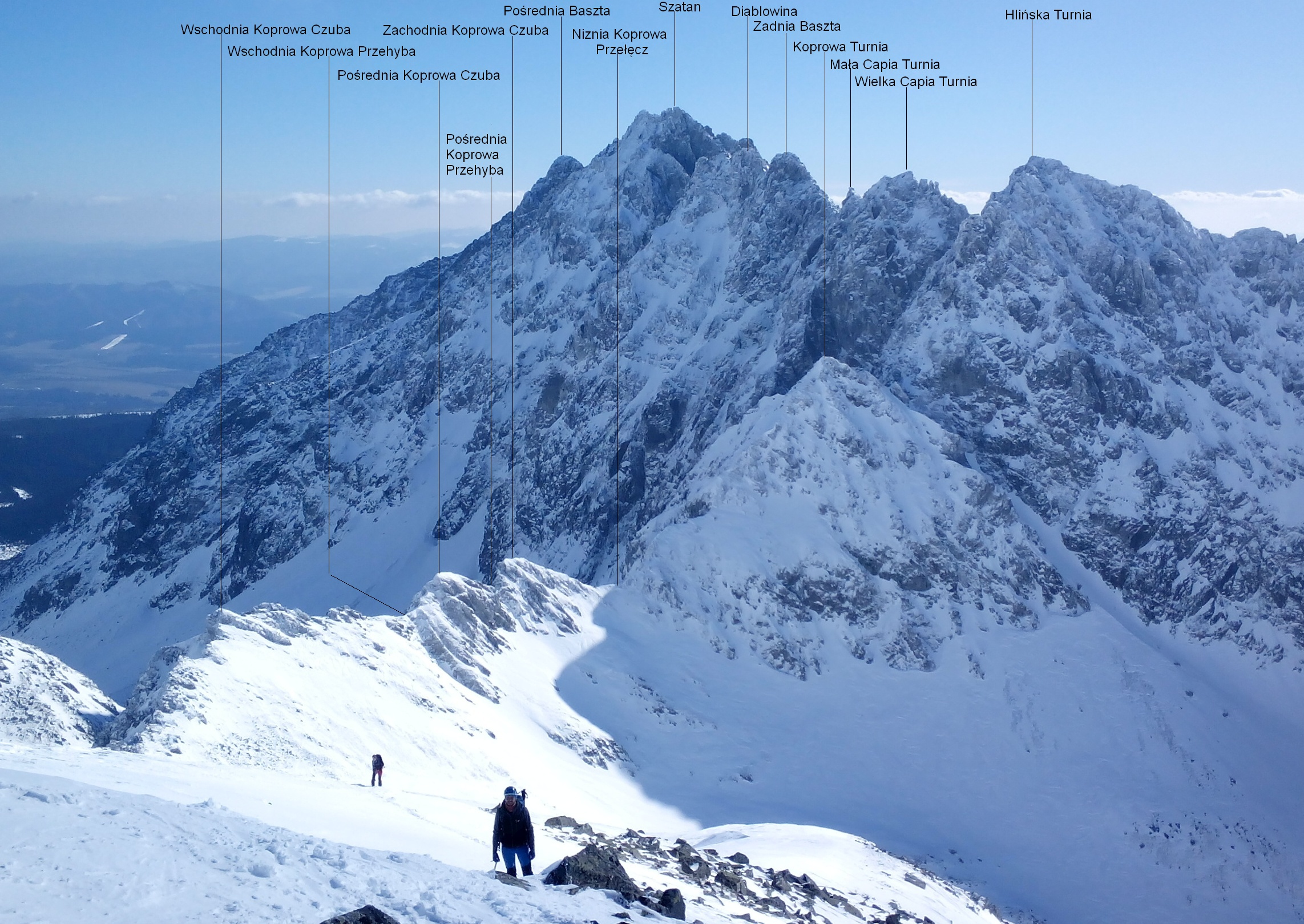
Widok z podejścia na Koprowy Wierch

## Taternictwo
Pierwsze odnotowane wejścia:
- latem – Günter Oskar Dyhrenfurth, Hermann Rumpelt 9 czerwca 1906 r.,
- zimą – Gyula Hefty, Gyula Komarnicki 21 kwietnia 1912 r.[3].

Turnia znajduje się poza szlakami turystycznymi, dopuszczalne jest uprawianie na niej taternictwa. Jest kilka dróg wspinaczkowych:
1. Z Niżniej Koprowej Przełęczy; 0+ w skali tatrzańskiej, czas przejścia 15 min
2. Siesta (prawą częścią wschodniej ściany); 1 godz. 30 min
3. Droga Szczepańskich (prawą częścią wschodniej ściany; i, 40 min
4. Przez dolny uskok wschodniej grzędy; V, A1
5. Zejście wschodnią ścianą; I, miejsce III i IV, 1 godz. 30 min
6. Południową grzędą; IV,  1godz.
7. Z Hlińskiej Przełęczy południowo-zachodnią granią; 0, 25 min
8. Od północnego zachodu, z Doliny Hlińskiej; 0+, 30 min[1].